# Ceracis powelli
Ceracis powelli är en skalbaggsart som beskrevs av Lawrence 1967. Ceracis powelli ingår i släktet Ceracis och familjen trädsvampborrare. Inga underarter finns listade i Catalogue of Life.